# Adriana Cavarero
Adriana Cavarero (* 1947 in Bra, Provinz Cuneo, Piemont, Italien) ist eine italienische Philosophin, Autorin, Feministin und Hochschullehrerin.

## Leben
Cavarero lebte in ihrer Jugend in Turin and in Verona. Sie studierte an der Universität Padua, an der sie 1971 mit einer Arbeit über Philosophie und Dichtkunst promoviert wurde und die Jahre bis 1984 als Wissenschaftlerin arbeitete. Zusammen mit Luisa Muraro und anderen Frauen gehörte sie 1975 zu den Gründerinnen der Libreria delle donne di Milano. 1984 folgte der Aufbau einer Gemeinschaft von Philosophinnen mit der Bezeichnung Diotima. Der Name wird von der Figur der Diotima von Mantineia abgeleitet, die von Sokrates als eine der Grundpfeiler der Philosophie bezeichnet wurde.
1990 veröffentlichte Cavarero ihr auch ins Deutsche übersetzte Buch Nonostante Platone (Platon zum Trotz), in welchem sie den antiken philosophischen Texten von Plato, aber auch von Homer und Parmenides, vier weibliche Figuren gegenüberstellt und sie von dem patriarchalischen Ideengebäude der antiken Philosophie befreit. In den 1990er und 2000er Jahren folgten weitere Veröffentlichungen, in denen sie feministische und pluralistische Ideen vertritt und die Gewalt in der heutigen Gesellschaft anklagt.
Cavarero ist Professorin für Politische Philosophie an der Università degli studi di Verona und hatte in der Vergangenheit Gastprofessuren an der University of California, Berkeley, der University of California, Santa Barbara, an der New York University und der Harvard University inne.

## Veröffentlichungen
- Dialettica e politica in Platone, CEDAM, Padua 1974.
- Platone: Il filosofo e il problema politica. La Lettera VII e l’epistolario, SEI (Società Editrice Internazionale), Turin 1976.
- L'interpretazione hegeliana di Parmenide. Quaderni di Verifiche, 1984.
- Nonostante Platone. Figure femminili nella filosofia antica. Editori Riuniti, 1990.
  - deutsch: Platon zum Trotz. Rotbuch, Berlin 1992.
- Corpo in figure. Feltrinelli, Mailand 1995.
- Platone. Lettera VII, Repubblica, libro VI. Societá Editrice Internazionale, 1995.
- Tu che mi guardi, tu che mi racconti. Feltrinelli, Mailand 1997.
  - englisch: Relating narratives : storytelling and selfhood, translated with an introduction by Paul A. Kottman, London : New York : Routledge, 2000.
- Le filosofie femministe, mit Franco Restaino. Paravia Scriptorum, 1999.
- A più voci. Filosofia dell'espressione vocale. Feltrinelli, Mailand 2003.
  - englisch: For more than one voice : toward a philosophy of vocal expression, translated and with an introduction by Paul A. Kottman, Stanford, Calif. : Stanford University Press, 2005.
- Orrorismo. Ovvero della violenza sull'inerme. Feltrinelli, Mailand 2007.
  - englisch: Horrorism: Naming contemporary violence. Columbia University Press, New York City 2009, ISBN 978-0-231-14456-8.
- Inclinazioni: Critica della rettitudine, Raffaello Cortina Editore, Mailand 2014, ISBN 978-88-6030-636-4.
  - englisch: Inclinations : a critique of rectitude, translated by Amanda Minervini and Adam Sitze, Stanford, California : Stanford University Press, 2016